# Aisha Rateb
Aisha Rateb (in arabo عائشة راتب‎?; Il Cairo, 22 febbraio 1928 – Giza, 4 maggio 2013) è stata un avvocato e politica egiziana, la prima donna ambasciatrice dell'Egitto. È stata docente di legge internazionale all'Università del Cairo ed attivista per i diritti delle donne, magistrato e Ministro degli Affari Sociali dal 1974 al 1977, la seconda donna a ricoprire questo incarico.

## Biografia
È nata al Cairo in una famiglia borghese. All'università, ha studiato prima letteratura all'Università del Cairo ma dopo solo una settimana si è dedicata allo studio della legge. Si è laureata all'Università del Cairo nel 1949, si è recata brevemente a Parigi per proseguire gli studi, quindi ha conseguito il dottorato in giurisprudenza nel 1955.

### Essere giudice donna
Aspirava a diventare giudice nel 1949, ma la sua candidatura fu respinta perché donna.  Il primo ministro dell'epoca, Hussein Sirri Pasha, dichiarò che avere un giudice donna era "contro le tradizioni della società". Lei citò in giudizio il governo sulla base della violazione dei suoi diritti costituzionali. Il suo processo fu il primo del suo genere in Egitto. Quando alla fine perse, il capo del Consiglio di Stato (Madjlis el-Dawla), Abd el-Razzâq el-Sanhourî, ammise che aveva perso solo per ragioni politiche e culturali, e non sulla base della legge egiziana o della Sharia. Il suo esempio incoraggiò altre donne a seguire questo comportamento per quanto nessuna sia arrivata ad essere magistrato sino al 2003. La prima a riuscirci fu quell'anno Tahani al-Gebali. La questione dell'accesso delle donne alla magistratura egiziana rimase un punto controverso per qualche anno. Comunque, entro luglio 2015, 26 donne avevano finalmente prestato giuramento come giudici.

## Carriera politica
Rateb fece parte del comitato centrale dell'Unione socialista araba  nel 1971, contribuendo alla stesura della nuova costituzione egiziana. Di tutti i membri del comitato, fu l'unica a condannare i “poteri straordinari che la Costituzione conferisce al presidente Anwar al-Sadat”.

### Ministro degli Affari Sociali
Successivamente fu Ministro degli Affari Sociali, dal 1974 al 1977, la seconda donna a ricoprire tale carica. Rimase comunque una femminista in un paese dove persiste una forte discriminazione tra uomini e donne. In questo periodo si adoperò per far passare riforme a favore dei diritti delle donne nel Paese, anche se gli sceicchi fondamentalisti cercarono di rovinare la sua reputazione. Provò a mettere in atto restrizioni sulla poligamia e sui divorzi che dovevano essere dichiarati legali solo da un giudice. Lavorò anche per aiutare chi era in povertà, e varò una legge per promuovere l'occupazione dei disabili. Quando il governo tolse gli aiuti ai beni di prima necessità, optando per la libertà dei prezzi, e determinando aumenti su alcuni generi alimentari con un forte impatto negativo sui cittadini più poveri dell'Egitto, protestò dimettendosi nel 1977.

## La prima ambasciatrice
Nel 1979, due anni dopo queste dimissioni, Anwar el-Sadat la tolse dalla politica interna e la nominò ambasciatrice, la prima ambasciatrice egiziana donna. Fu dapprima in Danimarca, dal 1979 al 1981, quindi nella Repubblica Federale di Germania, dal 1981 al 1984. Si dimostrò favorevole a una posizione equilibrata dell'Egitto tra le grandi potenze internazionali. Fu relativamente critica nei confronti del presidente Hosni Mubarak, al potere dalla metà dell'ottobre 1981, e favorevole a un riavvicinamento con la Turchia e l'Iran. Deplorò inoltre l'incuria che affliggeva i legami con i paesi africani, in particolare i paesi del bacino del Nilo con cui l'Egitto condivide interessi strategici.

### La morte
È morta a Giza per arresto cardiaco nel 2013 a 85 anni.